# Frans Verbeeck
Frans Verbeeck (Langdorp, Aarschot, Brabant Flamenc, 13 de juny de 1941) és un ciclista belga, ja retirat, que fou professional entre 1963 i 1977, amb l'excepció del 1967 quan no va córrer en tot l'any.
El juliol de 1963, amb 22 anys, es va convertir en professional amb l'equip belga Marcel Kint-Reno. Durant els primers anys no aconseguí resultats destacables, per la qual cosa el 1967 va decidir retirar-se i passar a treballar a la granja lletera familiar. Aquesta experiència li va valer el sobrenom de " El lleter de Wilsele".
A finals de 1967 va ser contractat com a ajudant de direcció del petit equip Goldor-Gerka i el maig de 1968 va tornar a les curses professionalment. A partir d'aquest moment arriba una carrera professional plena d'èxits, amb més de 150 victòries, moltes d'elles en critèriums i altres curses d'un sol dia. A principis dels anys setanta fou un dels principals rivals d'Eddy Merckx a les clàssiques de primavera. Entre 1970 i 1977 va pujar al podi en una clàssica tretze vegades, guanyant-la només dues vegades, cosa que li va valer ser anomenat "l'etern segon".
En el seu palmarès destaquen el Campionat de Bèlgica en ruta de 1973, la Fletxa Valona de 1974, l'Amstel Gold Race de 1971, l'Omloop Het Volk, el 1970 i 1972 i la Volta a Luxemburg de 1975 i 1976. A les grans voltes no destacà especialment, sent la 15a posició a la Volta a Espanya de 1965 la millor posició aconseguida en una d'elles.
Es retirà a finals de la temporada de 1977 i poc després va fundar l'empresa de roba esportiva Vermarc, que amb els anys ha passat a subministrar samarretes a diferents equips ciclistes professionals.

## Palmarès
- 1969
  - 1r al Gran Premi Jef Scherens
- 1970
  - 1r de l'Omloop Het Volk
  - 1r del Tour de l'Oise i vencedor d'una etapa
  - 1r al Gran Premi Jef Scherens
  - 1r a la Fletxa de Haspengouw
  - Vencedor d'una etapa de la Volta a Bèlgica
  - Vencedor d'una etapa de la Volta a Luxemburg
- 1971
  - 1r a l'Amstel Gold Race
  - 1r al Gran Premi Jef Scherens
  - 1r al Gran Premi de Mònaco
  - 1r del Premi d'Heist-op-den-Berg
  - 1r al Gran Premi de Canes
  - Vencedor de 2 etapes dels Quatre dies de Dunkerque
  - Vencedor de 4 etapes de la Volta a Luxemburg i 1r de la classificació per punts
- 1972
  - 1r de l'Omloop Het Volk
  - 1r al Tour de l'Alt Var
  - 1r al Gran Premi de Mònaco
  - Vencedor de 3 etapes del Tour del Nord
  - Vencedor de 2 etapes de la Volta a Bèlgica i 1r de la classificació per punts
  - Vencedor d'una etapa del Critèrium del Dauphiné Libéré
- 1973
  -  Campió de Bèlgica en ruta
  - 1r al Circuit de les Ardenes flamenques - Ichtegem
  - 1r al Gran Premi Marcel Kint
  - Vencedor d'una etapa de la Tirrena-Adriàtica
  - Vencedor d'una etapa dels Quatre dies de Dunkerque
  - Vencedor d'una etapa del Critèrium del Dauphiné Libéré
- 1974
  - 1r a la Fletxa Valona
  - 1r al Gran Premi de Valònia
  - 1r a la Volta a Limburg
  - Vencedor d'una etapa de la Volta a Bèlgica
  - Vencedor d'una etapa de la Volta a Luxemburg
- 1975
  - 1r de la Volta a Luxemburg i vencedor d'una etapa
  - 1r al Gran Premi E3
- 1976
  - 1r de la Volta a Luxemburg i vencedor de dues etapes
  - 1r al Tour de l'Alt Var
  - 1r al Grote Scheldeprijs
  - 1r al Gran Premi Jef Scherens
  - 1r al Gran Premi de Mònaco
  - Vencedor d'una etepa del Tour del Mediterrani
- 1977
  - 1r a la Fletxa Brabançona
  - 1r a la Druivenkoers Overijse
  - 1r del Premi d'Heist-op-den-Berg

### Resultats al Tour de França
- 1964. Abandona (9a etapa)
- 1972. 16è de la classificació general
- 1973. Abandona (13a etapa)

### Resultats a la Volta a Espanya
- 1965. 15è de la classificació general